# Probabilità di scoperta sonar

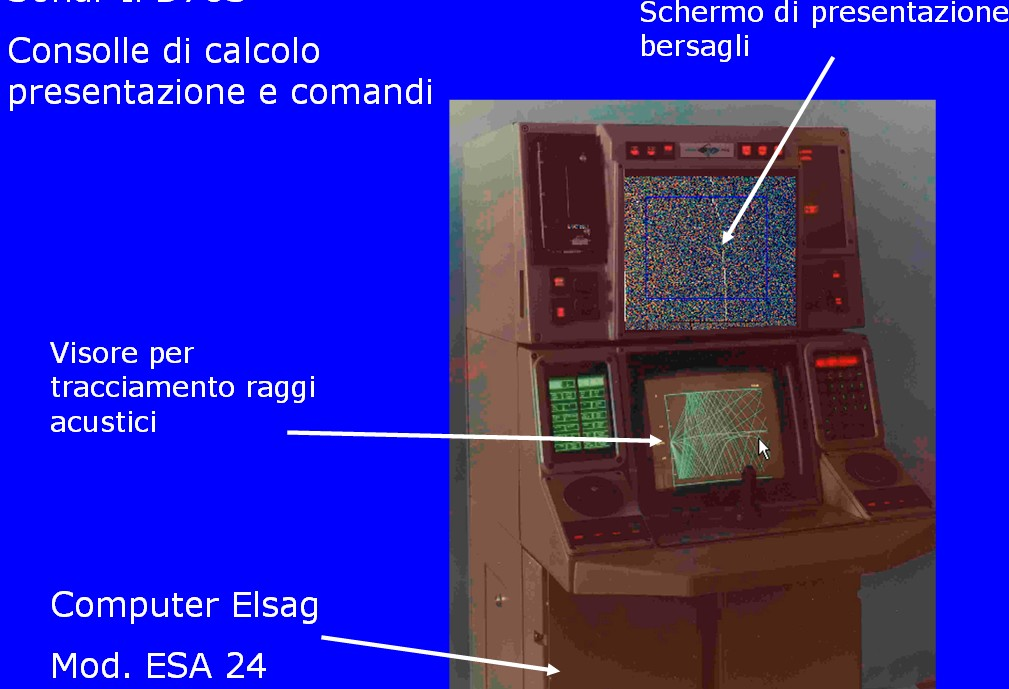
Schermo video sonar IP70 per sottomarini classe Sauro

Nelle operazioni di ricerca dei bersagli con il sonar, il più delle volte, le tracce dei segnali  sullo schermo video si confondono con le tracce dei disturbi dovuti al rumore del mare.
In tali condizioni la scoperta dei bersagli non è una cosa certa ma dipende da variabili di carattere probabilistico; in una percentuale x del tempo d'osservazione le tracce dei bersagli saranno visibili, in altra percentuale y del tempo saranno valutate erroneamente come segnali la tracce provocata dal rumore.
La probabilità di scoperta sonar è legata a coppie di variabili probabilistiche {\displaystyle Priv.}   e {\displaystyle Pfa.} . e al tempo d’osservazione che l’operatore pone nella conduzione del processo di rivelazione.
Le variabili entrano in gioco nei ricevitori sonar dotati di processori in correlazione
nelle fasi di contatto con un bersaglio quando il rumore ambiente è sensibile.

## Rumore del mare, scoperta e falso allarme

Segnale di un bersaglio in ottime condizioni del rapporto ; e

Nel calcolo della portata di scoperta di un sonar passivo giocano un ruolo primario le due variabili probabilistiche {\displaystyle Priv.}  e  {\displaystyle Pfa.}  in dipendenza, tramite il parametro ROC  , indicato con la lettera {\displaystyle (d)}.
Il parametro  {\displaystyle (d)} è funzione di tre variabili che caratterizzano il ricevitore del sonar:
la prima è relativa al rapporto {\displaystyle (Si/Ni)} misurato all'ingresso  , la seconda interessa la larghezza di banda  {\displaystyle BW},   infine la terza legata al tempo d'integrazione {\displaystyle RC} secondo l'espressione:.
{\displaystyle d=2\cdot BW\cdot RC\cdot (Si/Ni)^{4}}  :
Ad ogni valore del parametro {\displaystyle d} corrispondono innumerevoli coppie di {\displaystyle Priv.} (Probabilità di rivelazione) e {\displaystyle Pfa.} (Probabilità di falso allarme) deducibili dalle curve ROC.

## Andamento del parametro ROC

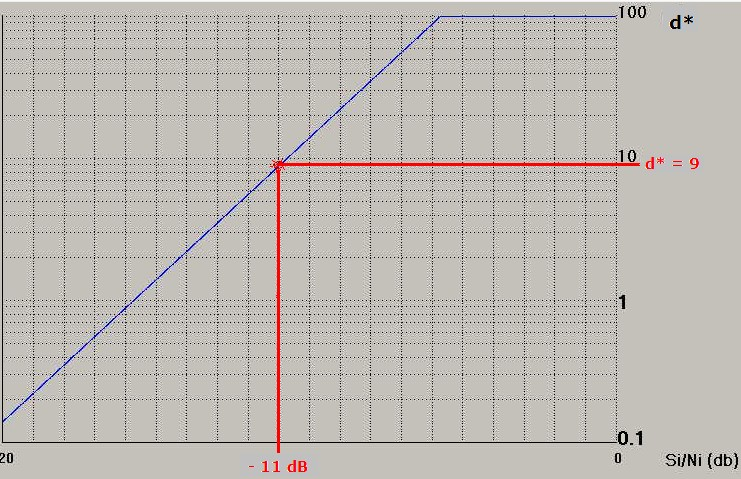
d = f(Si/Ni)

L'andamento del parametro ROC espresso con la lettera {\displaystyle d}, come funzione del rapporto {\displaystyle (Si/Ni)}  , ad esempio per le variabili  {\displaystyle BW=7000\ Hz} e {\displaystyle RC=0.1\ s},  è tracciabile in coordinate lineari logaritmiche:
Le ascisse in scala lineare si possono estendere per un campo di variabilità di {\displaystyle Si/Ni} tra {\displaystyle Si/Ni=-20\ dB} a {\displaystyle Si/Ni=0\ dB}.
Le ordinate in scala logaritmica a tre decadi si possono estendere da {\displaystyle d=0.1}  a  {\displaystyle d=100} .
Variando {\displaystyle Si/Ni} tra {\displaystyle -20\ dB} e  {\displaystyle \approx -6\ dB} il valore della funzione  {\displaystyle d} varia da un minimo di {\displaystyle d=0.15} ad un massimo di {\displaystyle d=99.99999}; ad ogni possibile valore del {\displaystyle d} sono associabili, secondo le curve ROC,  innumerevoli coppie di {\displaystyle Priv.} e   {\displaystyle Pfa.}

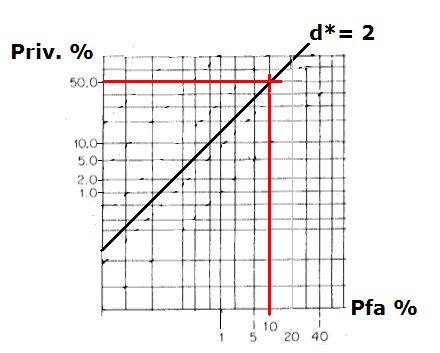
Curve ROC; esempio per

Se nelle curve ROC assumiamo per esempio  {\displaystyle d=2},  e con esso la coppia {\displaystyle Priv.=50\%} e {\displaystyle Pfa.=10\%}, possiamo stabilire il punto, di coordinate  {\displaystyle Si/Ni=-14\ dB} e {\displaystyle d=2} a significare che con un rapporto {\displaystyle Si/Ni=-14\ dB}, con {\displaystyle BW=7000\ Hz} e {\displaystyle RC=0.1\ s}, è possibile, una volta regolato il livello di soglia , avere il {\displaystyle 50\%} di scoperta con un {\displaystyle 10\%} di falso allarme.
Se a seguito di una variazione del rapporto {\displaystyle (Si/Ni)}, ed una conseguente variazione del parametro {\displaystyle d},  la coppia {\displaystyle Priv.} e {\displaystyle Pfa.} sopra indicata cambia, tale cambiamento può essere compensato agendo sul tempo di osservazione (valore della costante del tempo {\displaystyle RC} d'integrazione del ricevitore in correlazione)

## Ottimizzazione della costante di tempo
Il valore della costante di tempo {\displaystyle RC} può essere variato per ottimizzare la ricerca dei bersagli in dipendenza del loro comportamento dinamico; per questa operazione è necessaria l'analisi della funzione {\displaystyle d=f(Si/Ni)} parametrizzata {\displaystyle RC}

### Parametro ROC e costante di tempo RC
Il legame tra {\displaystyle d} ed {\displaystyle RC} è esplicitato tracciando una famiglia di curve relative alla funzione {\displaystyle d=f(Si/Ni)} con parametro {\displaystyle RC} variabile secondo i valori:
| RC (s.) | 0.1 | 0.2 | 0.3 | 0.4 | 0.5 | 0.6 | 1 | 2 | 3 | 4 | 5 | 6 |
| ------- | --- | --- | --- | --- | --- | --- | - | - | - | - | - | - |

così come indicato nel grafico delle curve parametriche {\displaystyle RC}

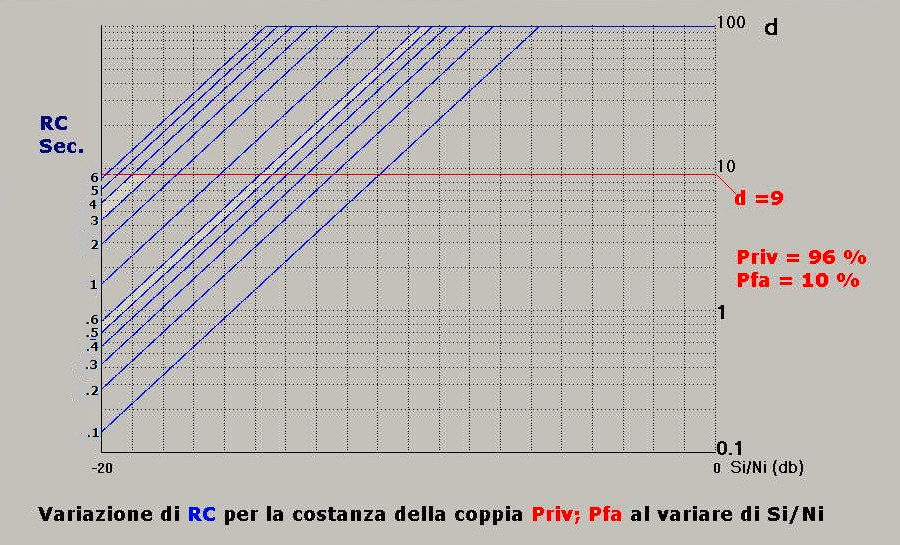
Grafico delle curve parametriche

La retta orizzontale rossa tracciata, ad esempio, per {\displaystyle d=9}
e {\displaystyle Priv.=96\%\ ;\ Pfa=10\%}  evidenzia che per ben {\displaystyle 12} funzioni {\displaystyle d=f(Si/Ni)}, tracciate per i citati parametri {\displaystyle RC}, il valore {\displaystyle d=9} può essere mantenuto al variare di {\displaystyle Si/Ni}, purché si assegni l'adatto valore della costante d'integrazione {\displaystyle RC};  il mantenimento del valore del {\displaystyle d} assicura l'esistenza della coppia {\displaystyle Priv.=96\%} e {\displaystyle Pfa.=10\%} come voluto.

### Esempi d'impiego curve parametriche RC
Per rapporto {\displaystyle Si/Ni=-12\ dB} 
Con un rapporto {\displaystyle Si/Ni=-12\ dB} ( discreto rapporto segnale disturbo ) e con {\displaystyle RC\approx 0.2\ s}  si hanno, per {\displaystyle d=9}, le seguenti probabilità di scoperta e di falso allarme indicate: {\displaystyle (Priv.=96\%)} {\displaystyle (Pfa.=10\%)}. In queste condizioni, dato il basso valore di {\displaystyle RC},  la risposta del ricevitore è rapida e si possono inseguire bersagli che scadono velocemente.
 Per rapporto {\displaystyle Si/Ni=-18\ dB} 
Con un rapporto {\displaystyle Si/Ni=-18\ dB} ( cattivo rapporto segnale disturbo ) per ottenere le probabilità di scoperta e falso allarme del caso precedente il valore di {\displaystyle RC} deve essere aumentato da {\displaystyle 0.2\ s}   a  {\displaystyle \approx 3\ s} riducendo notevolmente la velocità di risposta del ricevitore che in questo caso non consente l'inseguimento di bersagli veloci.